# Monterosa Ski
Il Monterosa Ski è un importante e noto comprensorio sciistico italiano, situato in gran parte in Valle d'Aosta e per la restante in Piemonte, lungo il versante sud e sud-est del Monte Rosa.

## Descrizione

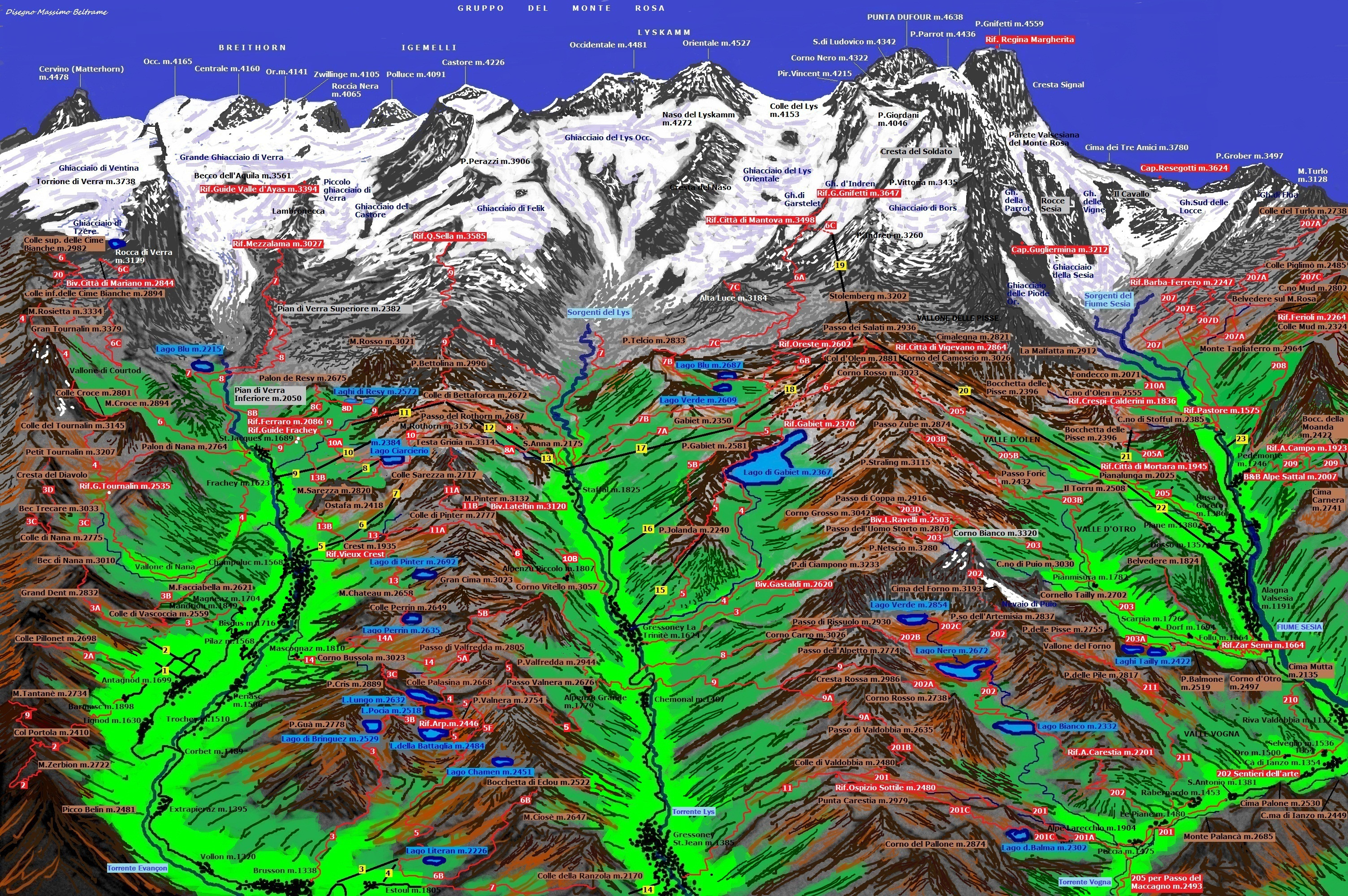
Prospetto estivo delle tre valli e del Monte Rosa. Da sinistra: la val d'Ayas, la valle del Lys e la Valsesia.

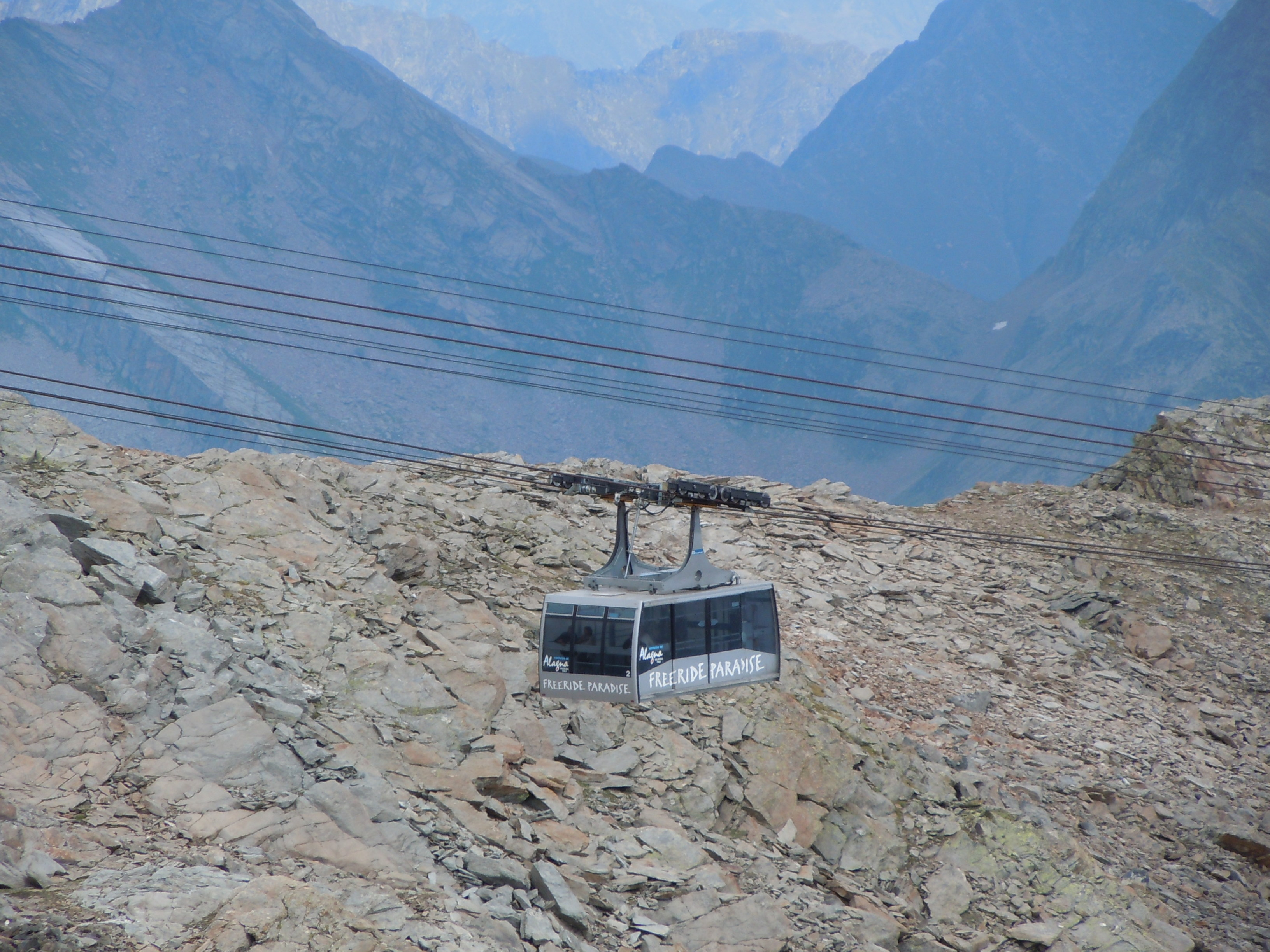
La funifor che da Pianalunga raggiunge il Passo dei Salati

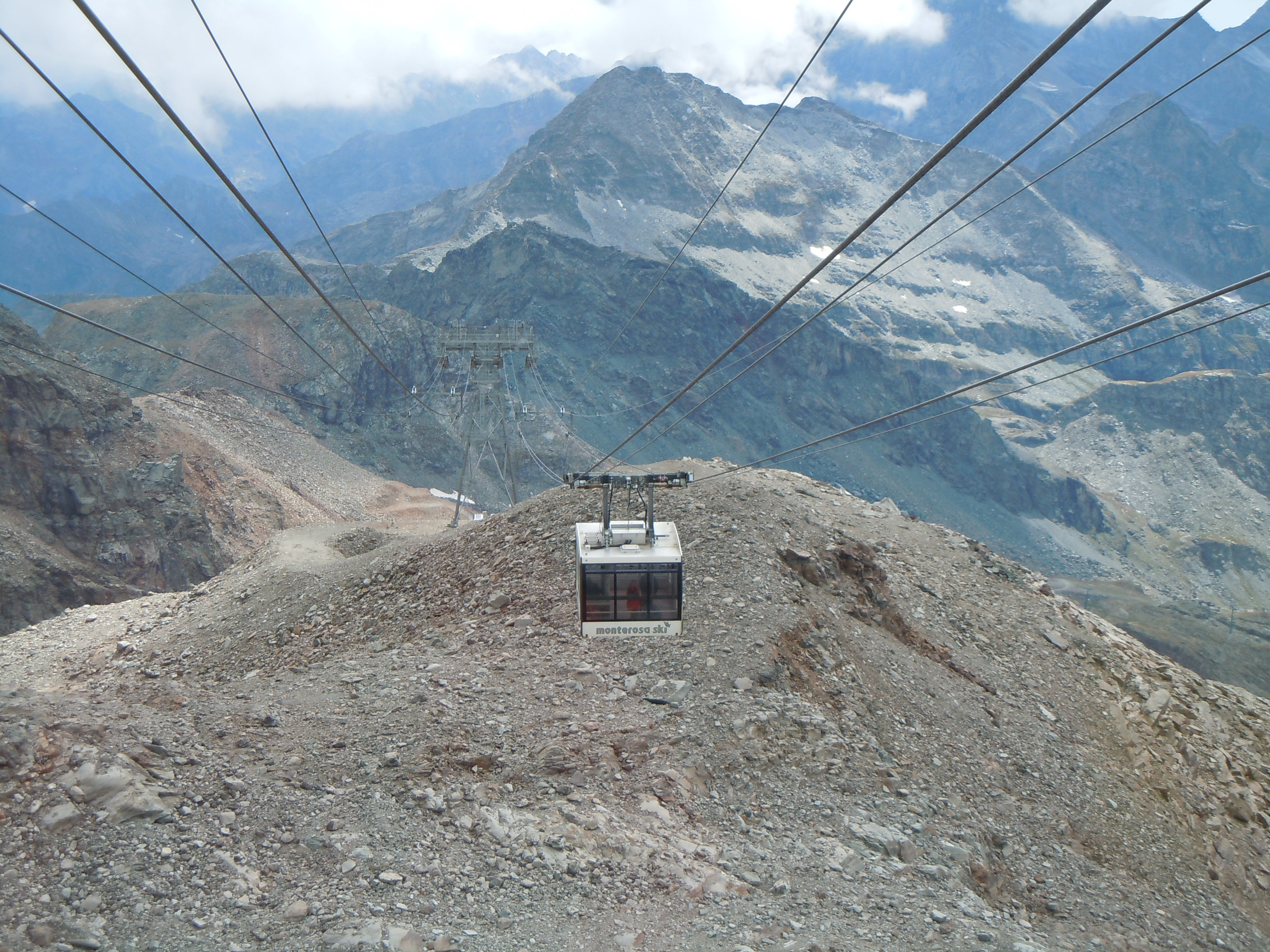
La funifor che dal Passo dei Salati raggiunge Indren

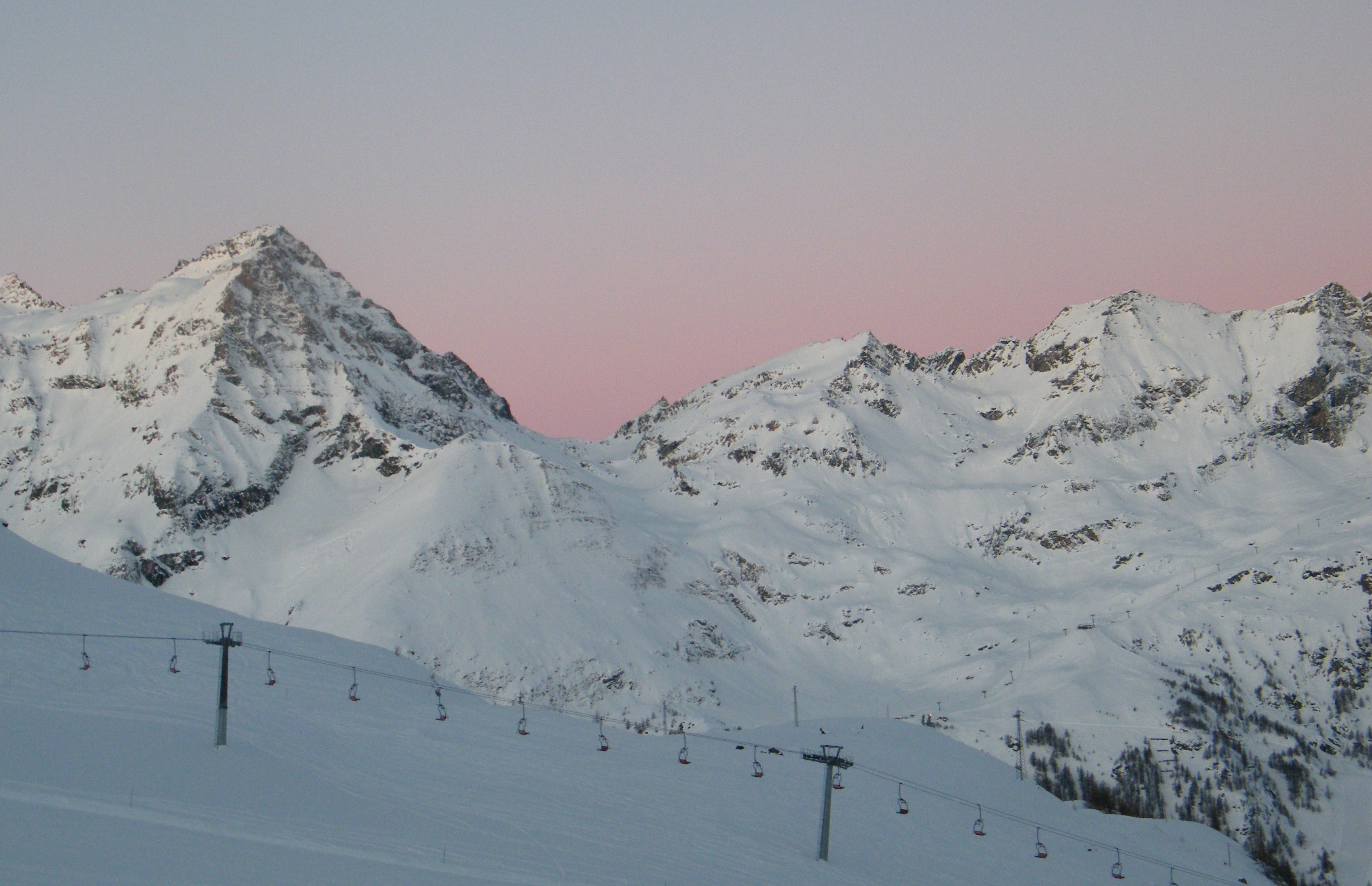
Vista del Massiccio con gli impianti al mattino

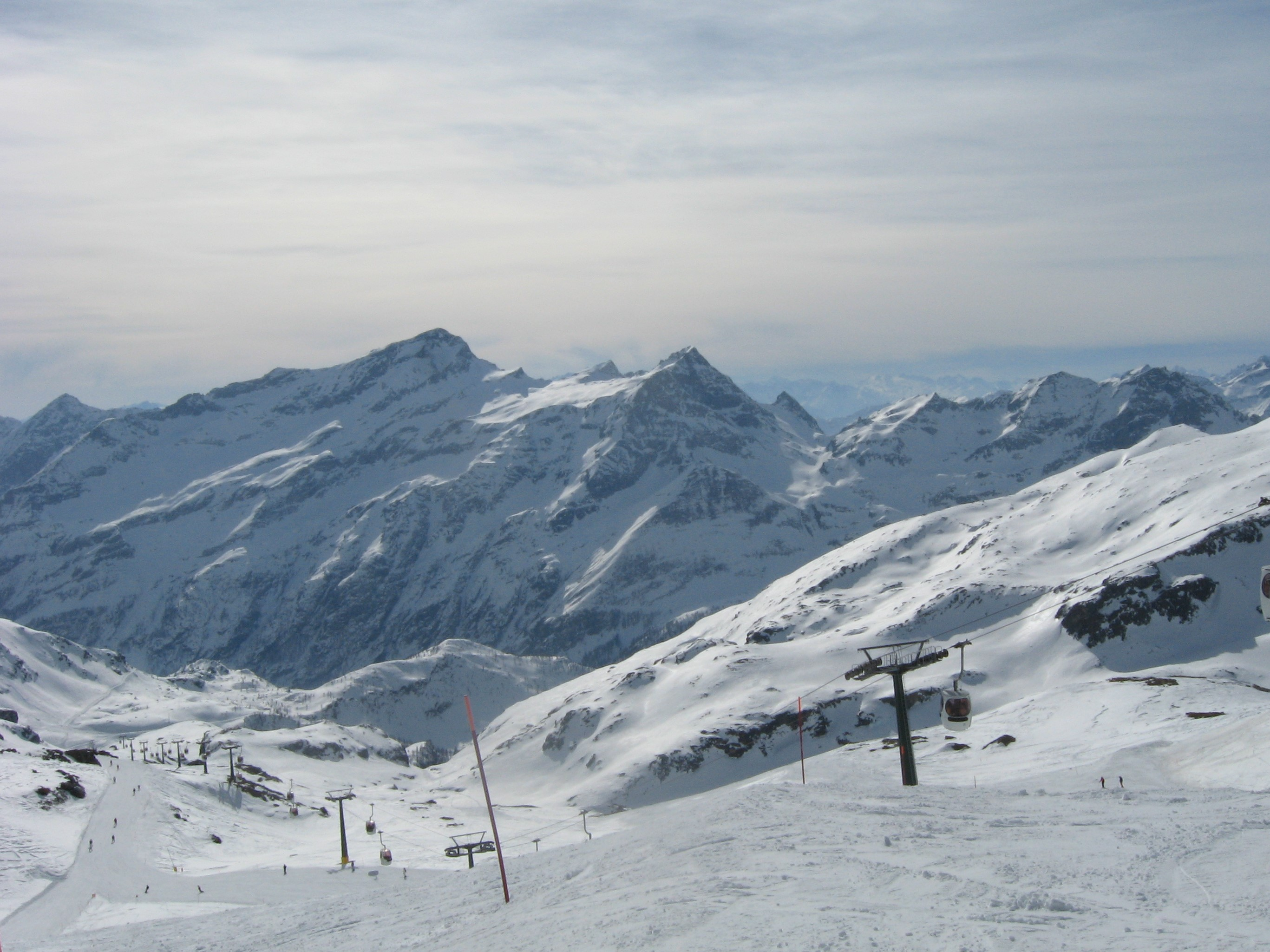
Vista per ovest dal Passo dei Salati

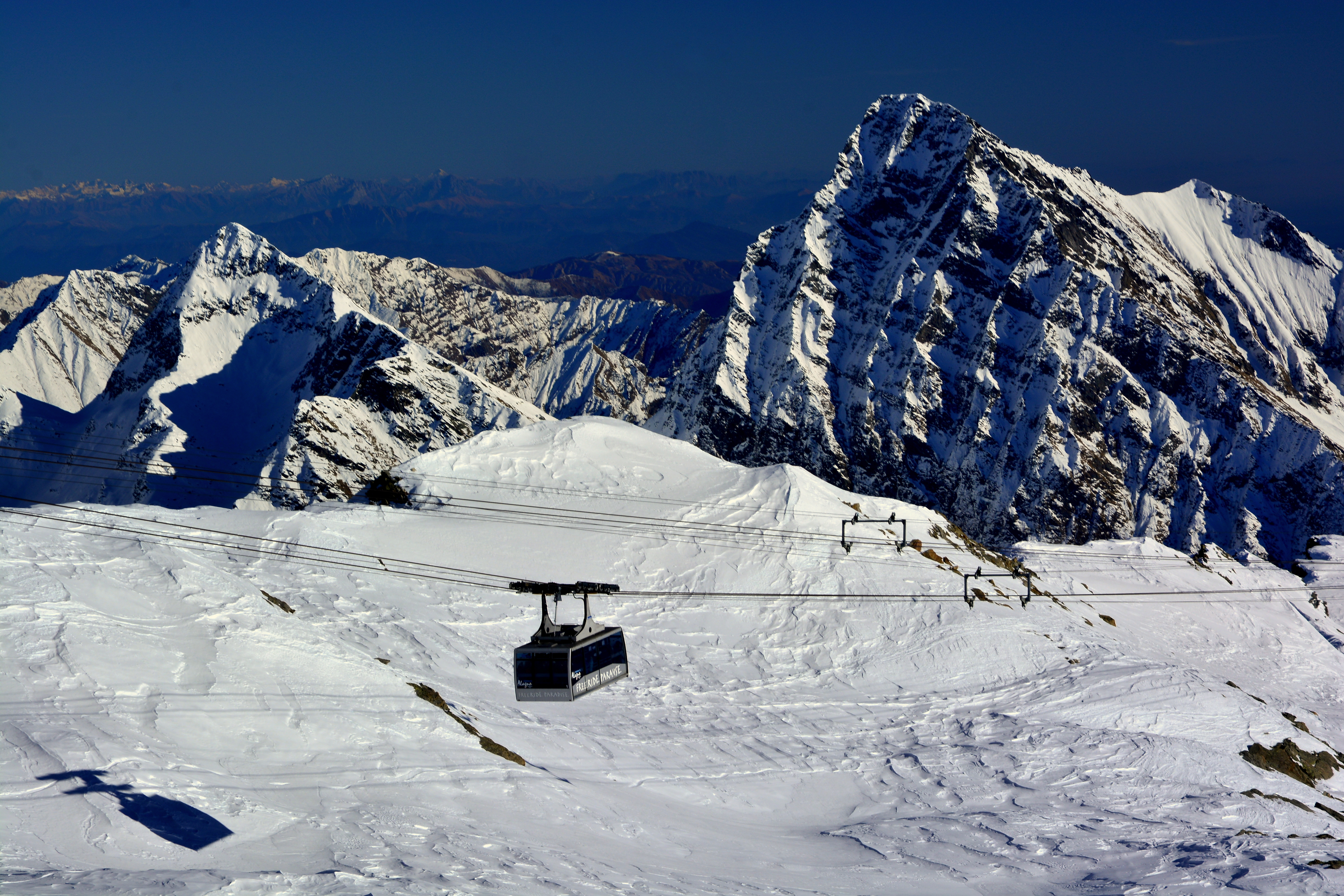
Alagna Valsesia, Monterosa ski, Funifor Passo dei Salati 2980m

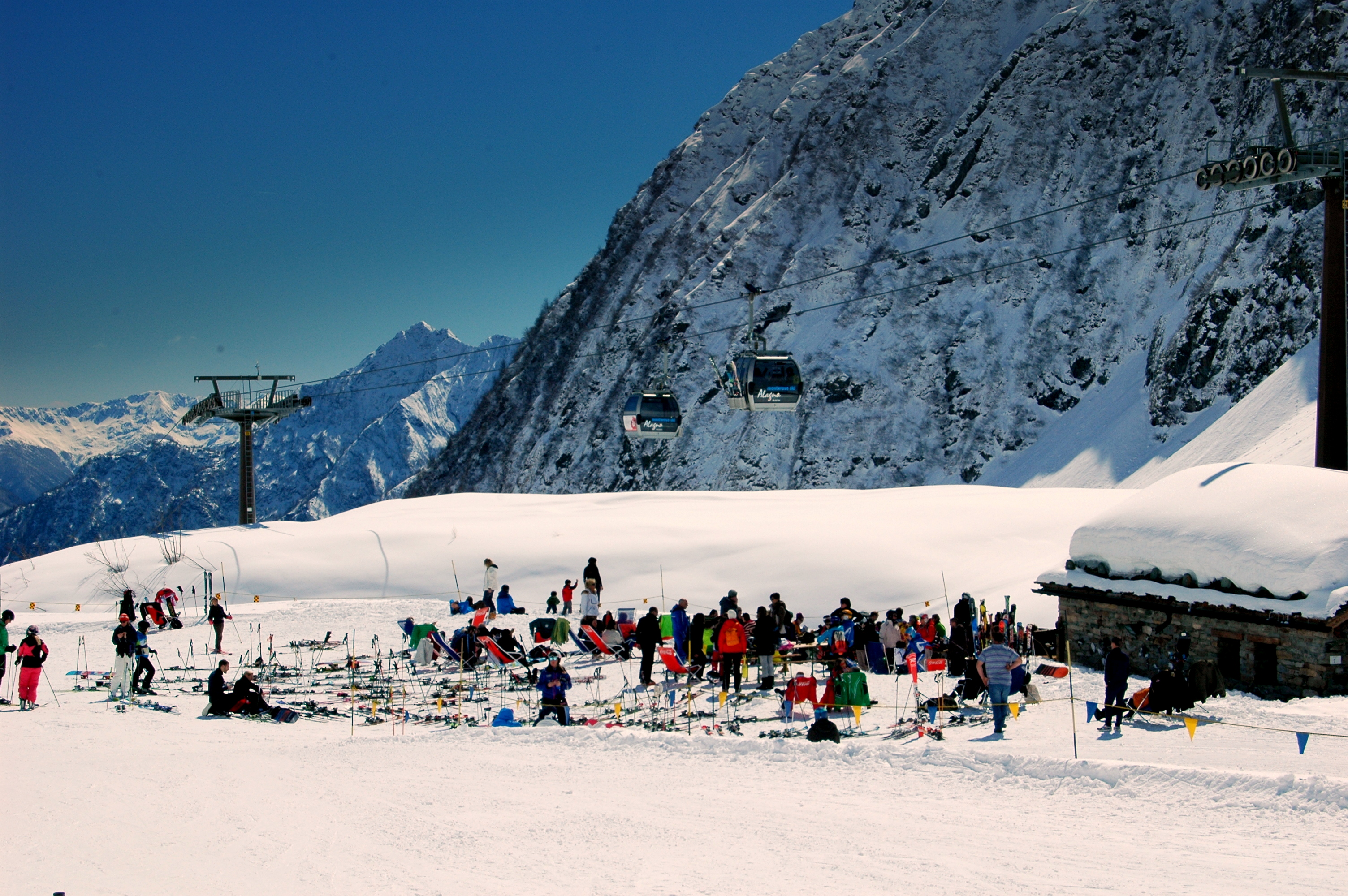
Telecabina Alagna Valsesia 1200m - Pianalunga 2050m

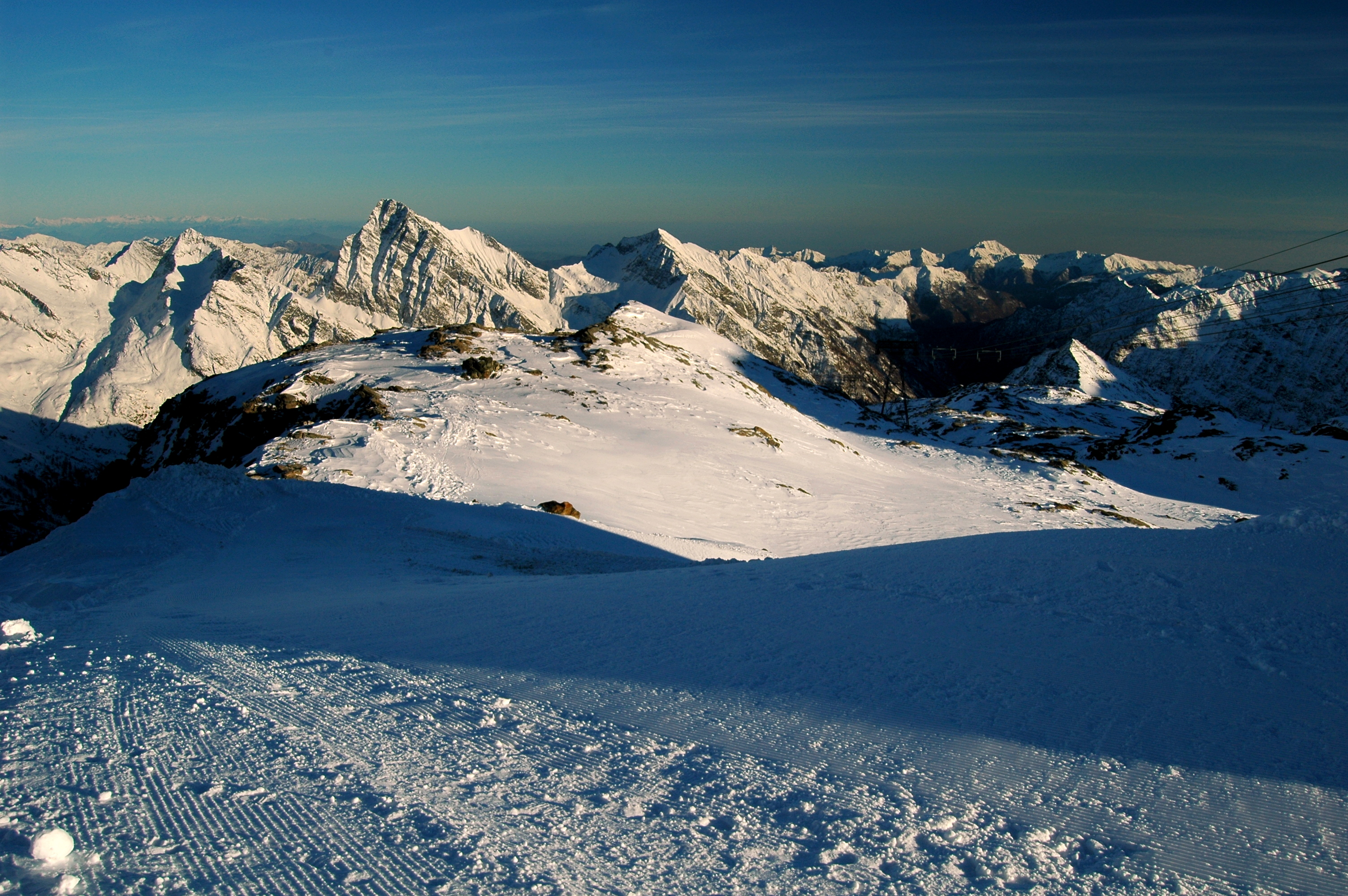
Tagliaferro (2964) dal Passo dei Salati (2980)

Il comprensorio deve il suo nome al vicino massiccio del Monte Rosa. Si estende in Valle d'Aosta interessando la Val d'Ayas, la Valle del Lys e la Valle di Champorcher e in Piemonte interessando la Valsesia.
Gli impianti di risalita della Val d'Ayas si congiungono con quelli della Valle del Lys attraverso il colle Bettaforca. Il collegamento tra la Valle del Lys e la Valsesia è garantito dal Passo dei Salati. Non molto lontano ad ovest è posto il comprensorio del Matterhorn Ski Paradise del Cervino.
Dal 2010, il comprensorio rimane quasi totalmente aperto anche d'estate permettendo a bikers e a turisti a piedi di attraversarlo totalmente. È possibile partire da Frachey in Val d'Ayas e raggiungere Alagna Valsesia e tornare in giornata usando solo gli impianti di risalita.

### Località interessate
Le località che compongono il comprensorio sono:
- Ayas-Antagnod (AO)
- Ayas-Champoluc (AO)
- Champorcher (AO)
- Brusson (AO)
- Gressoney-La-Trinité (AO)
- Gressoney-Saint-Jean (AO)
- Alagna Valsesia (VC)
- Alpe di Mera (VC)

## Piste e impianti
Sono disponibili circa oltre 300 km di piste da sci (quasi tutte dotate di innevamento programmato), dalle più semplici a quelle più tecniche (28 piste blu, 73 piste rosse e 11 piste nere), e 52 impianti di risalita che partono da una quota minima di 1212 m s.l.m. (Alagna Valsesia) e arrivano fino ai 3275 m s.l.m. della Punta Indren (AO).
La portata oraria complessiva degli impianti è di circa 50.000 persone l'ora.
La parte Valsesiana del comprensorio è nota per i numerosi itinerari fuoripista e scialpinistici.
L'eterogeneità degli impianti è una delle cose che più colpisce gli utenti: funicolare, funifor, funivia, skilift, tapis roulant, telecabina e seggiovia (biposto, triposto, quadriposto ad ammorsamento fisso o automatico) sono le varie tipologie di impianti di risalita che costituiscono il comprensorio.
L'orografia è di volta in volta diversa regalando sempre squarci panoramici differenti: la Val d'Ayas è ampia e dalle linee morbide, quella di Gressoney rettilinea e regolare, aspra e selvaggia infine la Valsesia. Anche il Monte Rosa segue queste caratteristiche: morbido e con grandi pianori glaciali il versante di Champoluc, più movimentato quello di Gressoney-La-Trinité con il secondo ghiacciaio più esteso della Valle d'Aosta, il ghiacciaio del Lys, precipite e grandioso quello di Alagna Valsesia conosciuto come parete valsesiana del Monte Rosa. 

### Impianti sciistici attualmente in esercizio

#### Val d'Ayas

##### Antagnod
- Seggiovia BOUDIN
- Seggiovia ANTAGNOD-PIAN PERA
- Tapis roulant ANTAGNOD 1
- Tapis roulant ANTAGNOD 2

##### Brusson
- Skilift ESTOUL BABY
- Tapis roulant TAPIS ROULANT
- Seggiovia ESTOUL-PALASINAZ
- Seggiovia CHAMPEILLE-LITTERAN

##### Champoluc-Frachey
- Telecabina CHAMPOLUC-CREST
- Tapis roulant FONTANEY 1
- Tapis roulant FONTANEY 2
- Telecabina CREST-ALPE OSTAFA III
- Seggiovia ALPE OSTAFA-COLLE SAREZZA II
- Seggiovia LAGO CIARCERIO-ALPE BELVEDERE
- Funicolare FRACHEY-ALPE CIARCERIO
- Seggiovia ALPE CIARCERIO
- Seggiovia ALPE MANDRIA
- Seggiovia BETTAFORCA

#### Valle del Lys

##### Gressoney-Saint-Jean
- Seggiovia WEISSMATTEN
- Skilift RONKEN
- Tapis roulant WEISSMATTEN 1 e 2

##### Gressoney-La-Trinité
- Seggiovia SANT'ANNA-BETTAFORCA
- Funivia STAFAL - SANT'ANNA
- Tapis roulant SANT'ANNA 1
- Tapis roulant SANT'ANNA 2
- Telecabina STAFAL - GABIET
- Seggiovia GABIET - LAGO
- Seggiovia BEDEMIE - SEEHORN
- Seggiovia PUNTA JOLANDA
- Telecabina GABIET - PASSO DEI SALATI
- Funifor PASSO DEI SALATI - INDREN

Valle di Champorcher
Champorcher
- Telecabina CHARDONNEY-LARIS
- Seggiovia CIMETTA ROSSA
- Skilift BABY LARIS
- Seggiovia LARIS
- Skilift MADELEINE
- Tapis roulant LARIS
- Tapis roulant BABY PARK

#### Valsesia
Alpe di Mera
- Seggiovia SCOPELLO-MERA
- Seggiovia CAPRICORNO
- Tapis roulant ALPE DI MERA
- Seggiovia CAMPARIENT
- Seggiovia BIMELLA
- Tapis roulant ROULANT CAMPO
- Skilift CAMPO

##### Alagna Valsesia
- Funivia PIANALUNGA-CIMALEGNA-SALATI
- Telecabina ALAGNA-PIANALUNGA
- Seggiovia PIANALUNGA-BOCCHETTA
- Skilift WOLD 2
- Tapis roulant WOLD
- Tapis roulant PIANALUNGA
- Seggiovia CIMALEGNA-SALATI